# Aricia mocidior
Aricia mocidior är en fjärilsart som beskrevs av Ruggero Verity 1938. Aricia mocidior ingår i släktet Aricia och familjen juvelvingar. Inga underarter finns listade i Catalogue of Life.